# Campeonato Europeu de Ciclismo em Pista – Perseguição individual masculino
O Campeonato da Europa de perseguição masculina é o campeonato da Europa de perseguição organizado anualmente pelo União Europeia de ciclismo no marco dos campeonatos da Europa de ciclismo em pista elites.

## Palmarés
| Ano  | Ouro               | Prata                | Bronze            |
| ---- | ------------------ | -------------------- | ----------------- |
| 2014 | Andrew Tennant     | Alexander Evtushenko | Kersten Thiele    |
| 2015 | Stefan Küng        | Domenic Weinstein    | Dion Beukeboom    |
| 2016 | Corentin Ermenault | Filippo Ganna        | Dion Beukeboom    |
| 2017 | Filippo Ganna      | Ivo Oliveira         | Domenic Weinstein |
| 2018 | Domenic Weinstein  | Ivo Oliveira         | Claudio Imhof     |
| 2019 | Corentin Ermenault | Domenic Weinstein    | Félix Groß        |

## Quadro das medalhas
| Ordem | País          | Medalha de ouro | Medalha de prata | Medalha de bronze | Total |
| ----- | ------------- | --------------- | ---------------- | ----------------- | ----- |
| 1     | França        | 2               | 0                | 0                 | 2     |
| 2     | Alemanha      | 1               | 2                | 3                 | 6     |
| 3     | Itália        | 1               | 1                | 0                 | 2     |
| 4     | Suíça         | 1               | 0                | 1                 | 1     |
| 5     | Reino Unido   | 1               | 0                | 0                 | 1     |
| 6     | Portugal      | 0               | 2                | 0                 | 2     |
| 7     | Rússia        | 0               | 1                | 0                 | 1     |
| 8     | Países Baixos | 0               | 0                | 2                 | 2     |
| Total | Total         | 6               | 6                | 6                 | 18    |